# Tagoropsis subocellata
Tagoropsis subocellata är en fjärilsart som beskrevs av Butler 1880. Tagoropsis subocellata ingår i släktet Tagoropsis och familjen påfågelsspinnare. Inga underarter finns listade i Catalogue of Life.